# ブイ・ゴック・ロン
ブイ・ゴック・ロン（ベトナム語: Bùi Ngọc Long、2001年10月6日 - ）は、ベトナムのサッカー選手。ホーチミン・シティFC所属。ポジションはMF。

## 来歴
ベトテルFCの下部組織に在籍した。2019年にタン・クアンニンFCの下部組織に加入し、翌年にトップチームに昇格した。
2021年11月にサイゴンFCに移籍した。2022年1月24日にJ3リーグ・アスルクラロ沼津とのパートナーシップ締結を発表すると、同日にタン・クアンニン時代からのチームメイトであるグエン・バン・ソンとともに期限付き移籍する事が発表された。同日にサイゴンはFC琉球にブー・ホン・クアン、ファム・バン・ルアンの二人の期限付き移籍も発表し、同クラブの日本に若手選手を送り込む事によってベトナムサッカーの強化を図る方針の第一陣として来日した。4月8日に背番号が37番となる事が発表された。また同月29日には同じサイゴンからグエン・ゴック・ハウも期限付き移籍で沼津に加入し、同クラブ3人目のベトナム人選手となった。
2022年12月27日、アスルクラロ沼津は契約期間の満了を発表した。

## 個人成績
| 国内大会個人成績 | 国内大会個人成績 | 国内大会個人成績 | 国内大会個人成績 | 国内大会個人成績 | 国内大会個人成績 | 国内大会個人成績 | 国内大会個人成績 | 国内大会個人成績 | 国内大会個人成績 | 国内大会個人成績 | 国内大会個人成績 |
| 年度             | クラブ           | 背番号           | リーグ           | リーグ戦         | リーグ戦         | リーグ杯         | リーグ杯         | オープン杯       | オープン杯       | 期間通算         | 期間通算         |
| 年度             | クラブ           | 背番号           | リーグ           | 出場             | 得点             | 出場             | 得点             | 出場             | 得点             | 出場             | 得点             |
| ベトナム         | ベトナム         | ベトナム         | ベトナム         | リーグ戦         | リーグ戦         | リーグ杯         | リーグ杯         | オープン杯       | オープン杯       | 期間通算         | 期間通算         |
| ---------------- | ---------------- | ---------------- | ---------------- | ---------------- | ---------------- | ---------------- | ---------------- | ---------------- | ---------------- | ---------------- | ---------------- |
| 2020             | タン・クアンニン | 18               | V1               | 0                | 0                | -                | -                | 0                | 0                | 0                | 0                |
| 2021             | タン・クアンニン | 19               | V1               | 4                | 0                | -                | -                | 0                | 0                | 4                | 0                |
| 日本             | 日本             | 日本             | 日本             | リーグ戦         | リーグ戦         | リーグ杯         | リーグ杯         | 天皇杯           | 天皇杯           | 期間通算         | 期間通算         |
| 2022             | 沼津             | 37               | J3               |                  |                  | -                | -                | -                | -                |                  |                  |
| 通算             | ベトナム         | ベトナム         | V1               | 4                | 0                | -                | -                | 0                | 0                | 4                | 0                |
| 通算             | 日本             | 日本             | J3               |                  |                  | -                | -                | 0                | 0                |                  |                  |
| 総通算           | 総通算           | 総通算           | 総通算           |                  |                  | -                | -                | 0                | 0                |                  |                  |